# کورتیس استیگرز
کورتیس استیگرز (انگلیسی: Curtis Stigers؛ زادهٔ ۱۸ اکتبر ۱۹۶۵) یک موسیقی‌دان اهل ایالات متحده آمریکا است.